# 吴融峰
吴融峰（1916年—1974年），中国人民解放军将领、中国人民解放军开国少将。
曾任中国人民志愿军21军副政委。1955年，授予中国人民解放军少将。